# 香港壁球中心

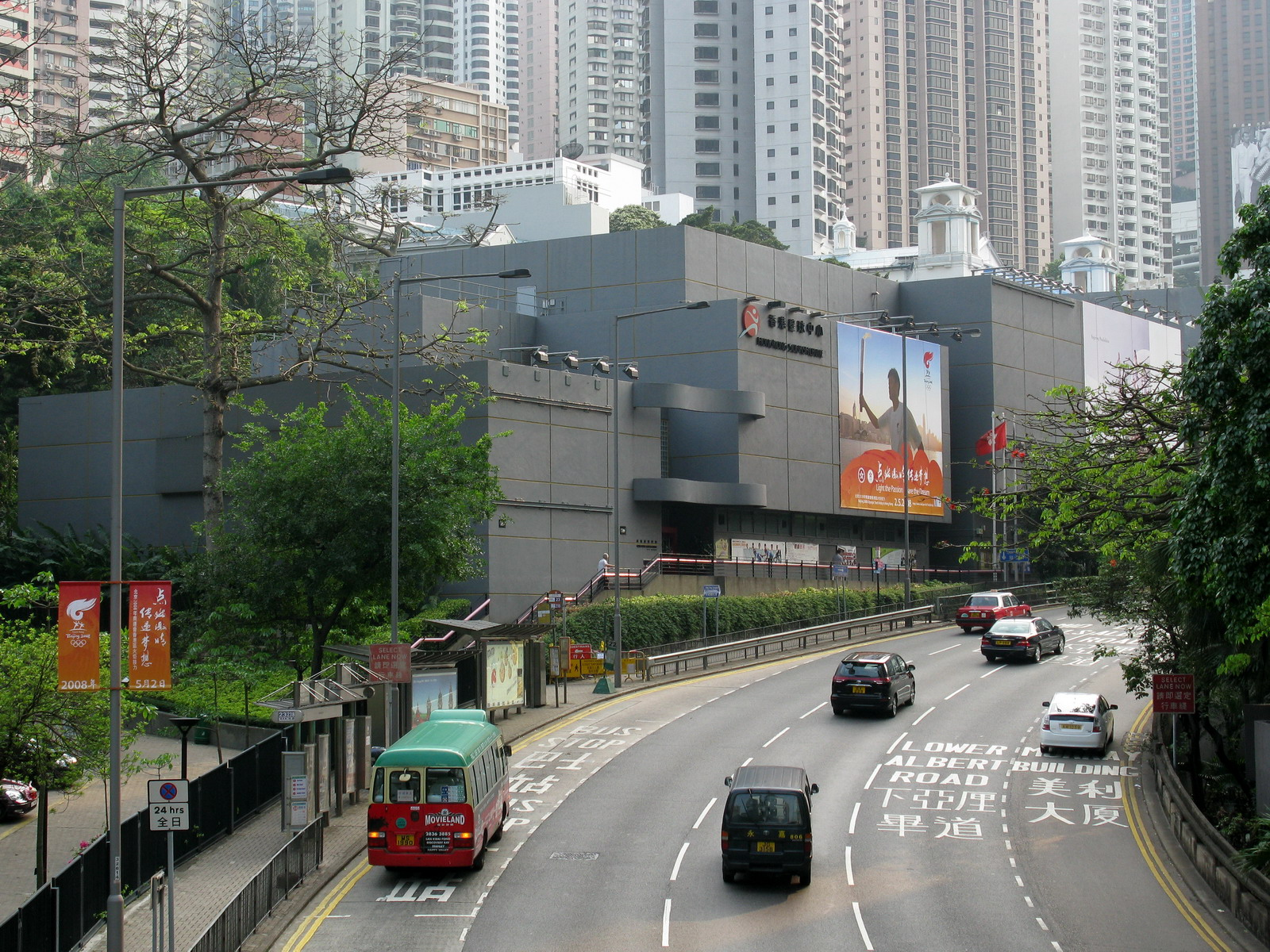
香港壁球中心外貌

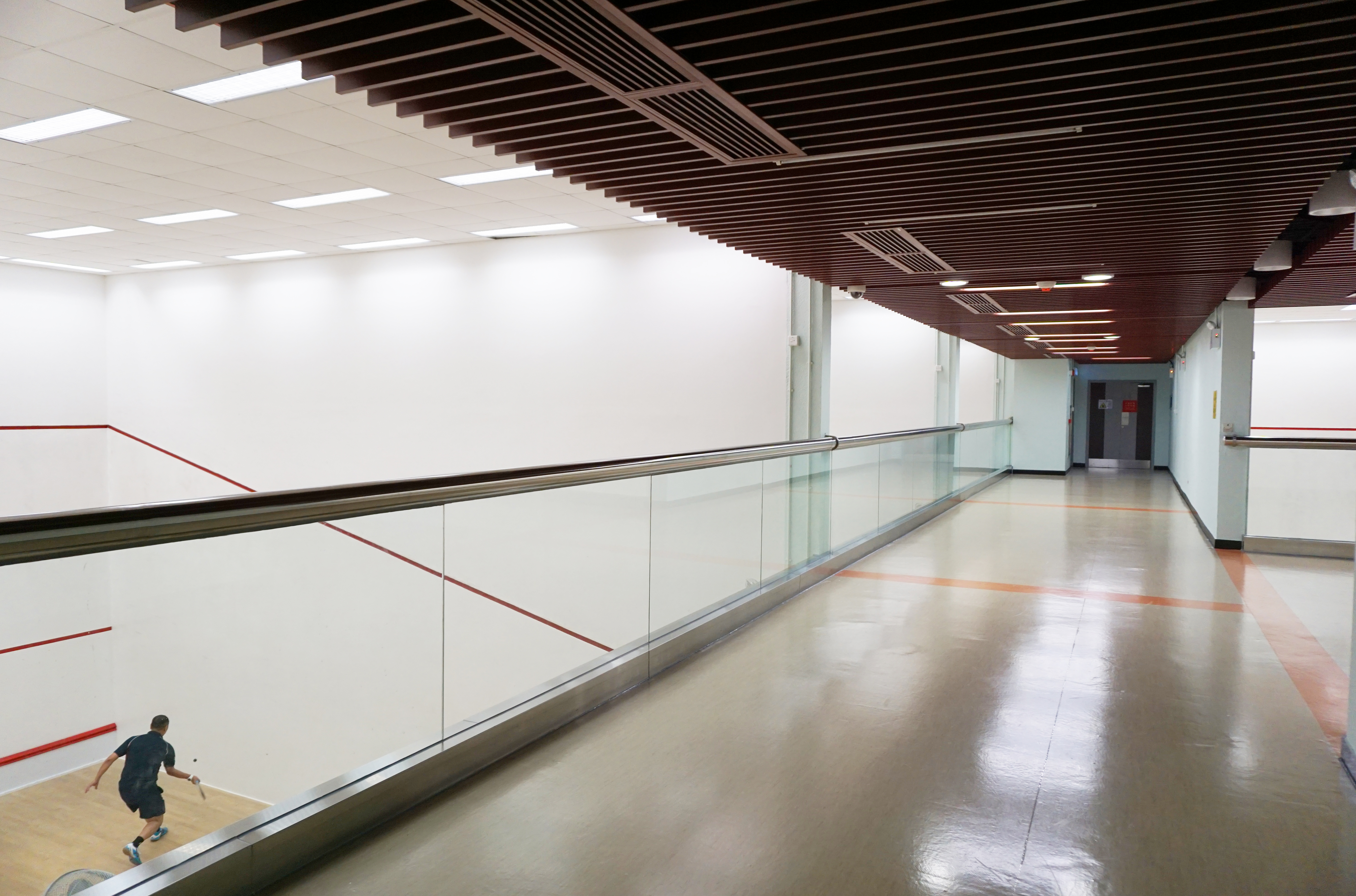
香港壁球中心內貌

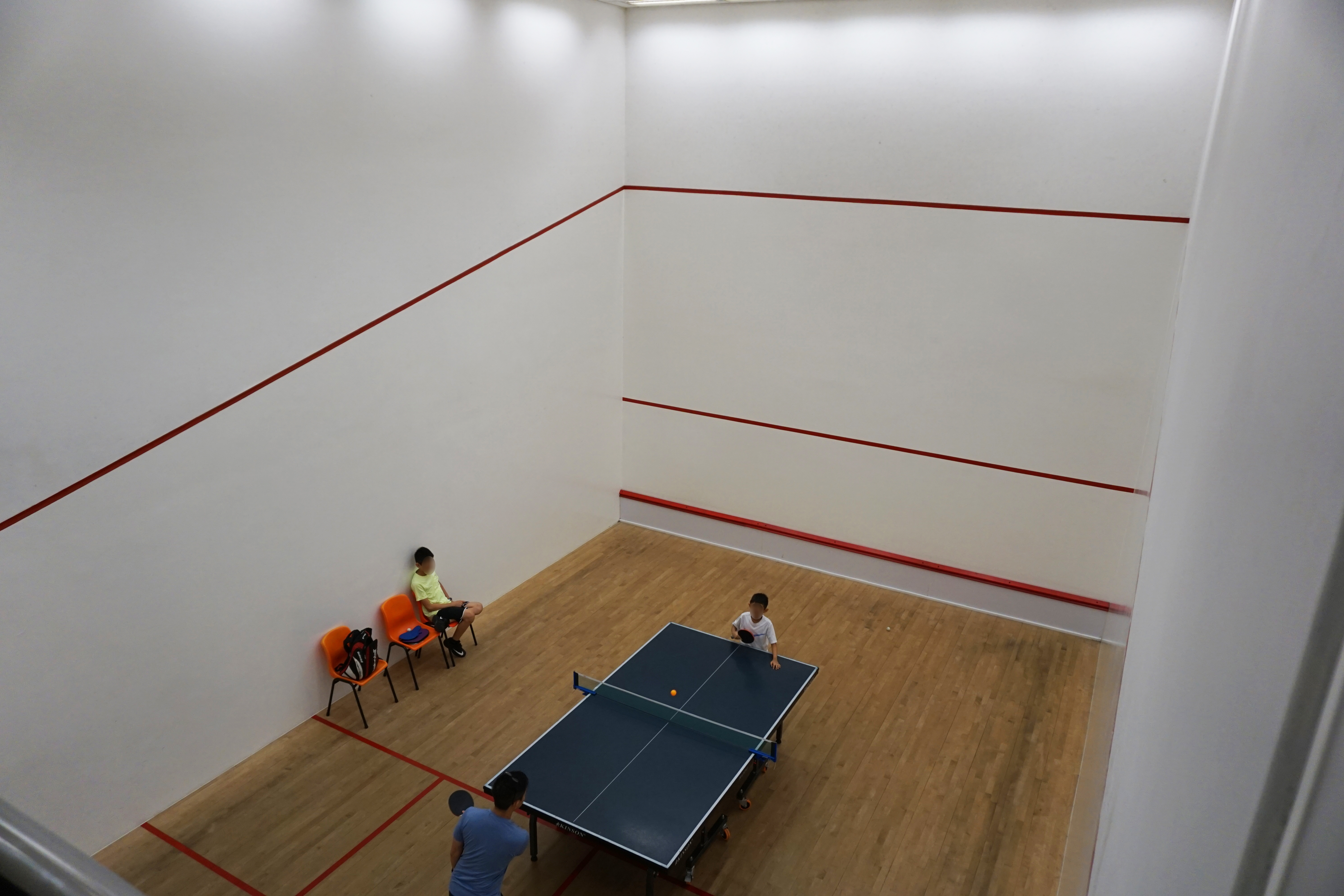
香港壁球中心乒乓球室

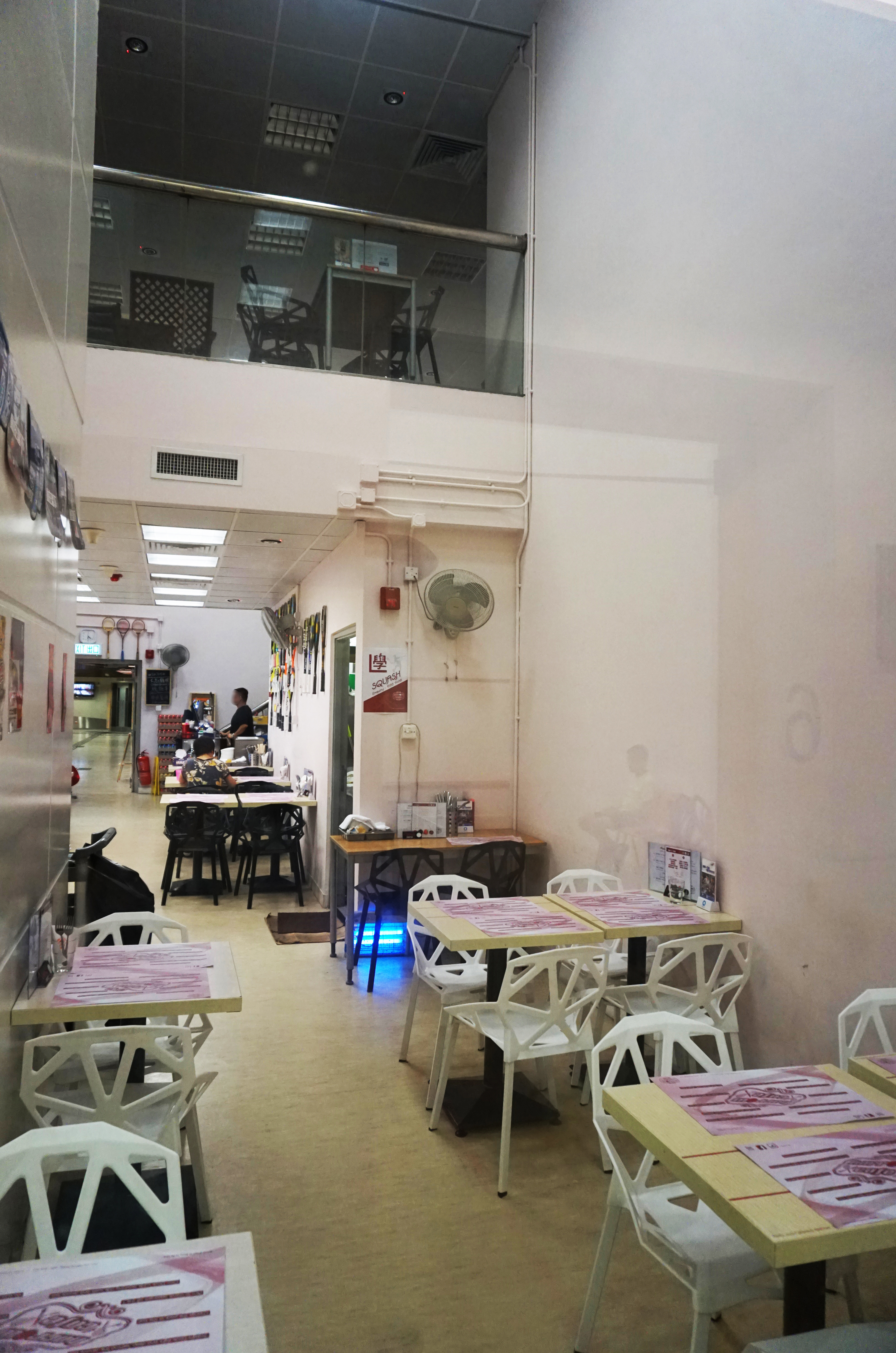
香港壁球中心小食店

香港壁球中心（英語：Hong Kong Squash Centre）是香港一處專門為壁球運動而設的室內體育中心，共有4層，於1986年11月1日啟用。中心位於香港島金鐘紅棉路23號，香港公園之北，香港公園室內運動場之東，美利大廈之南，紅棉路婚姻登記處之西。香港壁球中心設17個標準壁球場（其中1間可用作乒乓球室）、1個有292個觀眾座位的壁球表演場、1間小食店及1間體育用品店。

## 2009年東亞運動會
香港壁球公開賽後，香港壁球中心於2008年11月底至2009年5月關閉修葺，以迎接東亞運，造價高達1,950萬港元。主要工程為翻新賽場、座位及加建傷健人士通道。修葺完成後，壁球中心上演東亞運測試賽。2009年東亞運動會壁球賽包括單、雙打項目，單打賽事定於香港壁球中心上演，雙打賽事則定於香港仔網球及壁球中心舉行。

## 開放時間
全年開放，每日上午7時至晚上11時，保養日除外，每月兩次。

## 鄰近
- 美國駐香港總領事館
- 中銀大廈
- 花旗銀行大廈
- 添馬艦
- 香港動植物公園
- 聖約翰座堂
- 太古廣場
- 金鐘道政府合署

## 外部連結
- 香港壁球中心 （页面存档备份，存于）